# Basen Zachodnioeuropejski

Baseny oceaniczne Atlantyku

Basen Zachodnioeuropejski – część Oceanu Atlantyckiego, basen oceaniczny położony w jego środkowo-wschodniej części, ograniczony Grzbietem Północnoatlantyckim, Progiem Biskajskim, wybrzeżem Półwyspu Iberyjskiego, Francji i Wyspami Brytyjskimi. Maksymalna głębokość 6325 m.